# Зіна-Зінуля
«Зіна-Зінуля» (рос. «Зина-Зинуля») — російський радянський художній фільм 1986 року, гостросоціальна драма Павла Чухрая, поставлена за п'єсою Олександра Гельмана «Пришелепкувата».

## Сюжет
Фільм знятий у жанрі виробничої драми.
Дія відбувається на бетонному заводі. Диспетчер Зіна намагається навести порядок, бореться з приписками і халтурою, пише доповіді на недбайливих водіїв. Один з них підставляє Зіну і їде не туди, куди вона його відправляє, а в інше місце, де бетон не потрібен. Бетон застигає. Шофер скаржиться начальнику, звинувачуючи Зіну в тому, що вона переплутала місце призначення. Начальник усуває Зіну від роботи.
На знак протесту вона сідає на пеньок біля звалища, куди шофер відвіз зіпсований бетон. Зіна заявляє, що не піде, поки водій не зізнається і не вибачиться.
Наступного дня до пенька приїжджає начальник заводу і вмовляє Зіну піти з пенька. Вона не йде і повторює свої вимоги. До неї на допомогу приходять подруги.

## У ролях
| Актор                 | Роль                                                                      |
| --------------------- | ------------------------------------------------------------------------- |
| Євгенія Глушенко      | начальник розчинного вузла Зінаїда Коптяєва                               |
| Віктор Павлов         | водій Петренко                                                            |
| Володимир Гостюхін    | начальник БМУ Віктор Миколайович                                          |
| Олександр Збруєв      | інженер з техніки безпеки і колишній коханець Зіни Федір Іванович Кузьмін |
| Тетяна Агафонова      | подруга Зіни Валя Нікітіна                                                |
| Олена Майорова        | подруга Зіни Ніна                                                         |
| Світлана Тормахова    | подруга Зіни Клава                                                        |
| Євген Шутов           | Сергій Сергійович                                                         |
| Ніна Агапова          | секретарка                                                                |
| Валентина Ананьїна    | вахтер в гуртожитку                                                       |
| Олександр Безпалий    | водій, відсторонений від роботи                                           |
| Олександр Бескупський |                                                                           |
| Шавкат Газієв         | чиновник з тресту                                                         |
| Анатолій Голік        | бригадир                                                                  |
| Олександр Діденко     | водій                                                                     |
| Людмила Давидова      | дружина директора                                                         |
| Володимир Маренков    | робітник                                                                  |
| Григорій Маліков      | наречений Ніни Юра                                                        |
| Данило Нетребін       | завгар Борис Павлович                                                     |
| Борис Сморчков        | працівник водозабору                                                      |
| Ольга Науменко        | дружина Петренко Ірина                                                    |

## Знімальна група
- Режисер — Павло Чухрай
- Сценарій — Олександр Гельман
- Оператор — Микола Немоляєв
- Композитор — Марк Мінков
- Художник — Совєт Агоян